# Julien Lanoë
Julien Lanoë, né le 7 juillet 1904 à Nantes, où il est mort le 7 juin 1983, est un industriel et homme de lettres français.

## Biographie
Julien Lanoë est le fils de Paul Lanoë (1873-1934), industriel à Nantes et conseiller général, le petit-fils du maire de Savenay Julien Lanoë (1841-1919) et du sénateur Henri Guérin, et le neveu de Georges Lanoë-Villène. Il suit sa scolarité au lycée de Nantes, devient bachelier en philosophie en 1921 et intègre l'École des hautes études commerciales (HEC). Il épouse Jacqueline Hamelin, arrière petite-fille du ministre Ferdinand Hamelin.
Il entre dans l'industrie paternelle en tant que marchand de fer à Nantes en 1923 et succède à son père à la tête des établissements Huet et Lanoë en 1934. Il devient président-directeur général des Entrepôts métallurgiques de l'Ouest Lanoë et Adam en 1962.
En 1928, il publie chez Grasset un roman intitulé Vacances, sur lequel Catherine Pozzi publiera une note dans la Nouvelle Revue française. 
Il a créé la revue littéraire La Ligne de cœur, active de 1925 à 1928 et de 1933 à 1935.
En 1934, il succède également à son père comme membre du Conseil général de la Loire-Atlantique, pour le canton de Rougé.
Il est président de la Société des amis du musée des beaux-arts de Nantes de 1936 à 1970. 
Au sein du Musée des beaux-arts de Nantes, il a mis en place des expositions dans le but de promouvoir l'art vivant, jusqu'en 1970. Les artistes originaires de Nantes comme Maxime Maufra, Pierre Roy, Jean Gorin ou Camille Bryen y sont exposés, ainsi que les artistes demeurant à Nantes comme Paul Deltombe, Michel Noury, Henry Leray ou Laure Martin, etc.
Une rue porte son nom à Nantes dans le quartier de Saint-Joseph de Porterie.